# Konstantinos Tsatsos
Konstantinos Tsatsos (Κωνσταντίνος Τσάτσος) (Atenas, 1 de julio de 1899 - Atenas, 8 de octubre de 1987), diplomático, intelectual, profesor de derecho y político griego. Fue presidente de Grecia entre 1975 y 1980.

## Biografía
Después de haberse graduado de la Facultad de Derecho de la Universidad de Atenas, en 1918 ingresó al cuerpo diplomático. Luego de completar sus estudios doctorales (1924-1928) en Heidelberg (Alemania) regresó a Grecia donde se desempeñó como profesor de derecho (1933). En 1941 fue arrestado y deportado por oponerse a la dictadura de Ioannis Metaxas.
Durante la ocupación alemana de Grecia, participó de la resistencia y luego se trasladó a Medio Oriente donde estaba asentado el gobierno griego exiliado. 
Luego de la Segunda Guerra Mundial, en 1945 retornó a Grecia y participó en política siendo ministro por primera vez. En 1946, decidió a participar más activamente de la vida política de su país, renunció a su cargo en la Universidad de Atenas y se convirtió en un miembro activo del Partido Liberal. Luego de la formación de la Unión Radical Nacional por Constantinos Karamanlís, en 1955 se pasó a este partido y se convirtió en uno de los colegas más cercanos de Karamanlis, aunque si bien, ideológicamente, él era un liberal de centro y no un conservador. 
Fue integrante del parlamento y tuvo varios cargos ministeriales hasta la dictadura ocurrida entre 1967 y 1974. Bajo el primer ejercicio del mandato como primer ministro de Karamanlís (1955-1963) sirvió por varios años como Ministro de Administración Pública.
Luego de la restauración democrática en 1974 fue elegido nuevamente como miembro del parlamento y desempeñó el cargo de Ministro de Cultura.
En 1975, fue elegido Presidente de la República por el parlamento, retirándose luego de cumplir el término de cinco años.
| Predecesor: Michail Stasinopulos | Presidente de la República Helénica 1975 - 1980 | Sucesor: Constantinos Karamanlís |

- Wikimedia Commons alberga una categoría multimedia sobre Konstantinos Tsatsos.

- Datos: Q365209
- Multimedia: Konstantinos Tsatsos / Q365209